# あんたらを葬ってやる

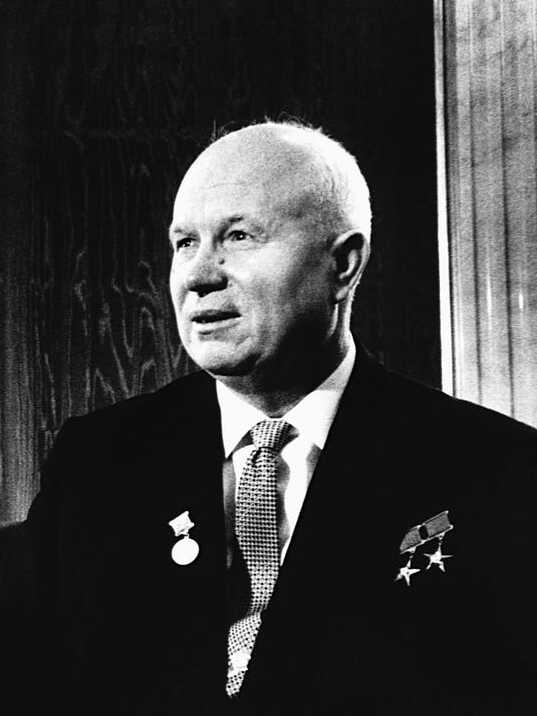
ニキータ・フルシチョフ（1961年）

「あんたらを葬ってやる！」(あんたらをほうむってやる、英語: We will bury you!、ロシア語: «Мы вас похороним!»、ラテン文字転写例：My vas pokhoronim!) は、1956年11月18日にモスクワのポーランド大使館で行われたレセプションでソビエト連邦共産党書記長のニキータ・フルシチョフが西側諸国大使に向けた演説の際に言い放った言葉である。英語の "We will bury you!" はフルシチョフ付きの通訳であったヴィクトル・スホドレフによるものである。

## 歴史
1956年11月18日にポーランド大使館で行われたレセプションにポーランドの政治家ヴワディスワフ・ゴムウカとともに出席したフルシチョフは、並み居る西側諸国大使を前にして「資本主義国家について言えば、我々が存在するか否かは諸君らが決めることではない。諸君らが我々のことを気に入らないのであれば、我々の招待を受け入れたり、諸君らに会いに来るように我々を招待しないでくれたまえ。」と語り、続けて「諸君がそれを受け入れるかどうかにかかわらず、歴史は我々の側にある。あんたらを葬ってやる！」(Нравится вам или нет, но история на нашей стороне. Мы вас похороним!) と言い放った。これを聞いたNATO加盟国12か国およびイスラエルの外交使節団は、すぐさまその場を退室した。
これに対して、1959年にフルシチョフが米国を訪問した際にロサンゼルス市長ノリス・プールソンはフルシチョフを迎える演説で「我々は、あなたの『あんたらを葬ってやる！』という言葉には同意しない。あなたは我々を葬るべきではなく、我々があなたを葬るべきでもない。我々は自らの生き方に満足している。我々はその欠点を認識し、常にそれを改善しようとしている。しかし、ひとたび挑戦を受ければ、我々はそれを守るために死ぬまで戦うだろう」と述べた。一方、ほとんどのアメリカ人はフルシチョフの言葉を「核の脅威」であると解釈していた。
フルシチョフは別の演説で「シャベルを取って深い墓を掘り、植民地主義を可能な限り深く埋めなければならない」と宣言している。1961年にモスクワのマルクス・レーニン主義研究所で行った演説では、ソビエト連邦にとっての「平和共存」とは、「全世界における、プロレタリアートと攻撃的な帝国主義勢力との間の、激烈な経済的、政治的、イデオロギー的闘争」を意味する、とも語っている。その後、1963年8月24日にはユーゴスラビアで「私はかつて 『あんたらを葬ってやる！』と言い、そのために困った目に遭った。もちろん、我々がシャベルで彼らを埋めるわけではない。彼らの内なる労働者階級が彼らを埋めるのだ」と演説している。これは『共産党宣言』第1章の結言「ブルジョアジーはなによりもまず自分自身の墓堀人をつくりだす。ブルジョアジーの没落とプロレタリアートの勝利とは、ともに避けられない。」を下敷きとしたものである。なお、この「墓堀人」というのは原文の「葬儀屋」(ドイツ語: Bestatter、英語: undertaker）をロシア語に翻訳する際に「墓堀人」（ロシア語: могильщик）と訳したことに由来する。フルシチョフ自身は回想録の中で「敵のプロパガンダがスローガンを取り上げ、すべて不釣り合いに吹き飛ばしたのだ」と述べている。
一部には「あんたらの葬式に出てやる」または「あんたらよりは長生きしてやる」と訳すべきだとする論者も存在する。こういった論者は、フルシチョフがよく見せた頭上で手を強く握り合わせるジェスチャーを踏まえて、資本主義が終焉を迎えたときにロシアが葬儀の手配をしてやるのだ、という意味であると述べている。翻訳家のマーク・ポリツォッティは、2018年のニューヨーク・タイムズの記事で、フルシチョフの言葉は当時誤訳されており、「我々（の体制＝共産主義）は諸君（の体制＝資本主義）より永続きする」（"We will outlast you."）と訳すのが適切であろう、としている。
フルシチョフは激情家として有名であった。娘さえも「彼は言葉が荒く、話し手を邪魔したり、テーブルに拳を打ちつけて抗議したり、足を踏み鳴らしたり、口笛を吹くことさえあった」と認めている。彼女はフルシチョフのそういった行動は「西側諸国の偽善者たちの計算づくの穏当な言葉とは違った、彼自身の目標に合ったやり方」だったと評している。ミハイル・ゴルバチョフは、自著「ペレストロイカ」（原題：Перестройка и новое мышление для нашей страны и для всего мира）の中で、フルシチョフは1930年代のソ連で激しい議論を巻き起こしたルイセンコ論争（「誰が誰を埋めるのか」と揶揄されていた）をイメージしていたのだろうとし、その時代の政治的文脈において理解する必要があると述べている。

## 大衆文化において
フルシチョフの台詞は、ジャン・シェイナが共産主義陣営の冷戦戦略について著した書籍の他、1962年のドキュメンタリー、さらには漫画のタイトルにもなった。スティングの楽曲『ラシアンズ』(1985年) にもこの台詞が登場する。また、ビデオゲームの『コマンド&コンカー：レッド・アラート2』はソ連が西側諸国に対して第三次世界大戦を挑む筋書きになっているが、挑発の台詞として「奴らを葬ってやる！」（"We will bury them!"）という言い換えが登場する。冷戦を扱ったボードゲーム "Twilight Struggle" のソ連側のカードにも影響がみられる。ビリー・ワイルダーの映画『ワン、ツー、スリー』ではジェームズ・キャグニー演じる登場人物が、この台詞を投げ掛けられたのに対して疲れ果てた様子で「埋めてくれ。だが結婚するのは御免だ。」("Burry us. But don't marry us.") と答えるシーンがある。